# 아카즈촌
아카즈촌(赤津村)은 아이치현 히가시카스가이군에 설치되었던 촌이다. 현재의 세토시 남동부에 해당한다.